# Столе Сандбех
Столе Сандбех (на норвежки: Ståle Sandbech) е норвежки сноубордист, сребърен медалист в дисциплината слоупстайл на зимните олимпийски игри в Сочи 2014 година. 
Сандбех е роден на 3 юни 1993 г. в Рикин, Норвегия. 
Дебютира в състезание за Световната купа по сноуборд на 7 септември 2008 г. Има една победа (в слоупстайл) и две втори места (в слоупстайл и биг еър) в състезания за Световната купа.  Печели Световната купа в свободния стил през сезон 2011/12. 
Участва в състезанията по халф-пайп на зимните олимпийски игри във Ванкувър през 2010 г., където завършва 30-и. 